# Lucifuga spelaeotes
Lucifuga spelaeotes é uma espécie de peixe da família Bythitidae.
É endémica das Bahamas.